# Enhörning (släkt)
Enhörning är en svensk adelsätt från Småland.

## Historik
Släktens historia börjar under 1600-talet i Småland. Då regementskvartermästaren Joen Andersson (1584–1640) vid Smålands kavalleriregemente, antog efternamnet Enhörning. Han fick tillsammans med Carin Joensdotter några barn som adlades 20 december 1643 till Enhörning, samt introducerades i Sveriges Riddarhus 1647 som nummer 318. Ätten utslocknade 1730.